# Ponte Governador Nobre de Carvalho
Ponte Governador Nobre de Carvalho (chiń. trad. 嘉樂庇總督大橋; zwany także Ponte Macau-Taipa; chiń. trad. 澳氹大橋) – most drogowy w Makau łączący półwysep Makau z Taipą. Liczy 2,5 km długości i posiada jedną jezdnię z dwoma pasami ruchu, po jednym w każdą stronę. 
Most został zaprojektowany przez prof. inż. Edgara Cardoso. Prace budowlane rozpoczęto w grudniu 1968 roku. Budowę ukończono w grudniu 1973, a 5 października 1974 roku most został otwarty dla ruchu. W latach 1986–1989 przeszedł szereg renowacji. W latach 2005–2006, w związku z przebudową ronda Ferreiry do Amarala przy jeziorze Nam Van na półwyspie Makau zmniejszono długość mostu z 2,6 km do 2,5 km.
Most nazwano na cześć José Manuela de Sousy e Faro Nobre de Carvalho, który sprawował urząd gubernatora Makau w latach 1966–1974.